# Фишер, Ремо
Ремо Фишер (нем. Remo Fischer; род. 13 августа 1981, Беретсвиль) — швейцарский лыжник, участник трёх Олимпийских игр, победитель этапа Кубка мира. Специалист по длинным дистанциям.

## Карьера
В Кубке мира Фишер дебютировал в 2002 году, в декабре 2010 года одержал свою единственную победу на этапе Кубка мира, в эстафете. Кроме победы на сегодняшний день имеет на своём счету 1 попадание в тройку лучших на этапах Кубка мира, в гонке на 50 км. Лучшим достижением Фишера в общем итоговом зачёте Кубка мира является 60-е место в сезоне 2007-08.
На Олимпиаде-2006 в Турине, стартовал в трёх гонках: дуатлон 15+15 км — 36-е место, эстафета — 7-е место, масс-старт 50 км — 21-е место.
На Олимпиаде-2010 в Ванкувере занял 15-е место в гонке на 15 км коньком, 44-е место в дуатлоне 15+15 км и 10-е место в эстафете.
За свою карьеру принимал участие в трёх чемпионатах мира, лучший результат — 7-е место в эстафете на чемпионате-2009 в чешском Либереце, в личных гонках не поднимался выше 16-го места.
Принял участие в соревнованиях по лыжным гонкам и биатлону в рамках зимних Всемирных военно-спортивных игр 2010 года, где выиграл «серебро» в биатлонной гонке патрулей и «бронзу» в командном зачёте лыжной гонки на 15 км вольным стилем.
Использует лыжи производства фирмы Fischer.